# Sacharki
Sacharki – kolonia w Polsce położona w województwie podlaskim, w powiecie białostockim, w gminie Michałowo.
Według Powszechnego Spisu Ludności przeprowadzonego w 1921 roku Sacharki były osadą liczącą 1 dom i zamieszkiwaną przez 10 osób (6 kobiet i 4 mężczyzn), wszyscy mieszkańcy miejscowości zadeklarowali wówczas białoruską przynależność narodową oraz wyznanie prawosławne. W okresie dwudziestolecia międzywojennego osada znajdowała się w powiecie wołkowyskim w gminie Tarnopol i nazywała się Zacharki. 
W latach 1975–1998 miejscowość administracyjnie należała do województwa białostockiego.
W strukturze Kościoła prawosławnego miejscowość podlega parafii pw. Narodzenia Najświętszej Maryi Panny w Juszkowym Grodzie.